# Joe Pegleg Morgan
Joe "Pegleg" Morgan (San Pedro, Kalifornija, 10. travnja 1929. – Kalifornijski državni zatvor u Corcoranu, 9. studenoga 1993.) je američki zločinac. Osnovao je američkomeksičku Mafiu Mexicanu, zločinačku organizaciju koja je do današnjice dosegla snagu narko kartela.
Iako je osnivačem američko-meksičke zločinačke organizacije, nije bio meksičkih korijena. Roditelji su mu bili otac Grgo Međugorac (koji je promijenio prezime u Morgan) i majka Klara (Clara) Radišić. Majka ga je odgojila u hispanoameričkoj četvrti u East Los Angelesu. Kasnih se 1930-ih pridružio prvoj uličnoj bandi Maraville.

## Vanjske poveznice
- American Me u internetskoj bazi filmova IMDb-a